# Leath Cuinn et Leath Moga
Les termes Leath Cuinn (c'est-à-dire Moitié de Conn)  et Leath Moga (c'est-à-dire Moitié de Mugh)  se réfèrent à une  division légendaire de l'Irlande 

## Origine des termes
Cette partition de l'île résulte de la bataille de Maigh Nuadad où après avoir été défait par Mug Nuadat (c'est-à-dire Fidèle du dieu Nuada)  l'Ard ri Érenn Conn Cétchathach  qui règne de 123 à 157 ap. J.-C selon les dates traditionnelles est contraint  d'accepter la division de l'Irlande en deux moitiés:
- la moitie nord, le Leath Cuinn comprenant le  Connacht, l'Ulster et le  Meath  qui deviennent la moitié de Conn
- la moitié sud  soit le  Munster, Osraighe et le Leinster qui deviennent la moitié de Mug Nuadat, le Leath Moga.

Afin de consolider cet accord  Sadbh la fille de Conn épouse Ailill Aulom le fils d'Mug Nuadat, dont elle a Éogan Már éponyme des Eóganachta, Cormac Cas éponyme du Dál gCais et Cían éponyme des Ciannachta, Éile, Gailenga et  Luigni.
le Leath Cuinn comprenait donc le nord de l'île séparé du sud par une ligne est-ouest courant de Dublin à la baie de  Galway. Conn Cétchathach éponyme de cette partie  est donc considéré comme l'ancêtre du  Connachta et des dynasties des   Uí Néill.
Les Eóganachta la dynastie du  Munster qui prétendait descendre  Ailill Aulom, estimaient avoir hérité  un droit historique à la souveraineté sur l'ensemble du Leath Moga, c'est-à-dire en fait  le suzeraineté sur le Leinster comme sur le  Munster, cette prétention est pendant le haut moyen âge un sujet de conflits sporadiques  avec les Uí Néill.